# Större darwintangara
Större darwintangara (Geospiza magnirostris) är en fågel i familjen tangaror inom ordningen tättingar.

## Utbredning och systematik
Fågeln förekommer på Galápagosöarna i torra buskmarker på huvudöarna. Den delas in i två underarter med följande utbredning:
- Geospiza magnirostris darwini – förekommer på öarna Darwin och Wolf i nordvästra Galápagosöarna
- Geospiza magnirostris magnirostris – förekommer på de flesta övriga öar

## Namn
Denna art tillhör en grupp fåglar som traditionellt kallas darwinfinkar. För att betona att de inte tillhör familjen finkar utan är istället finkliknande tangaror justerade BirdLife Sveriges taxonomikommitté 2020 deras namn i sin officiella lista över svenska namn på världens fågelarter.

## Status
IUCN kategoriserar arten som livskraftig.

## Bilder

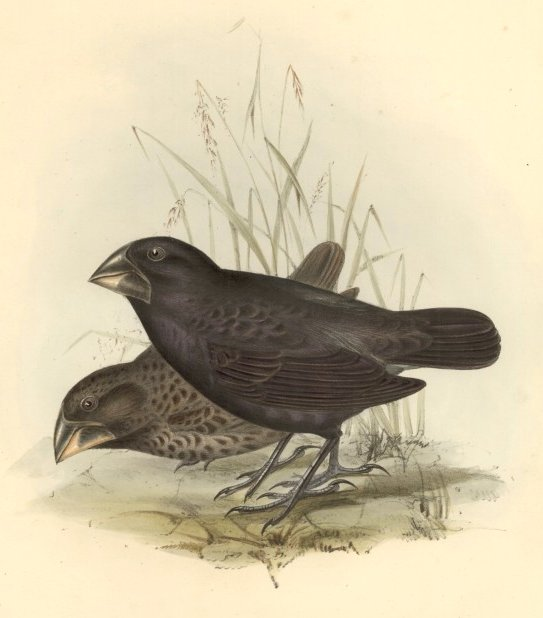